# Saleh al-Shehri
Saleh Khaled al-Shehri (arabisch صالح خالد الشهري, DMG Ṣāliḥ Ḫālid aš-Šihrī; * 1. November 1993 in Dschidda) ist ein saudi-arabischer Fußballspieler.

## Karriere

### Verein
Er begann seine Karriere in der Jugend von al-Ahli, von deren U23 er zur Saison 2011/12 für zwei Spielzeiten zu Beira-Mar nach Portugal verliehen wurde. Nach seiner Rückkehr machte er in der Saison 2013/14 für die erste Mannschaft von al-Ahli ein paar Spiele, kehrte zur Folgesaison wieder in die U23 zurück. Von dort aus wechselte er dann für 500.000 € im August 2015 zu al-Raed.
Hier folgte darauf im August 2019 bis Oktober 2020 eine Leihe zu al-Hilal. Nach dieser Leihe wechselte er schließlich dann auch fest zu diesen. Hier gewann er bereits drei Mal die Meisterschaft, einmal den Pokal und zwei Mal die Champions League.

### Nationalmannschaft
Sein erster Einsatz im Trikot der saudi-arabischen Nationalmannschaft war am 14. November 2020 bei einem 3:0-Freundschaftsspielsieg über Jamaika. Hier startete er in der Startelf und schoss direkt in seinem ersten Spiel ebenso sein erstes Tor in der 44. Minute zum zwischenzeitlichen 2:0. In der 55. Minute wurde er dann für Firas al-Buraikan ausgewechselt. Nach einem weiteren Freundschaftsspiel sammelte er einige Einsätze mit der Mannschaft bei der Qualifikation für die Weltmeisterschaft 2022, welche man am Ende auch erfolgreich abschließen konnte. Bei der Fußball-Weltmeisterschaft 2022 in Katar erzielte er am 22. November 2022 im Spiel gegen den hohen Favoriten Argentinien in der 48. Minute den Ausgleichstreffer zum 1:1.